# Agrostis sclerophylla
Agrostis sclerophylla är en gräsart som beskrevs av Charles Edward Hubbard. Agrostis sclerophylla ingår i släktet ven, och familjen gräs. Inga underarter finns listade i Catalogue of Life.